# Haddaway
Nestor Alexander Haddaway (født 9. januar 1965) er en tysk Eurodance- og House-musiker. Han er født i Trinidad og Tobago, flyttede til USA som 9-årig, og i 1987 til Köln i Tyskland, hvor han fik sit musikalske gennembrud.
Han er bedst kendt for sin debutsingle, verdenshittet "What is Love?" fra 1993, der nåede førstepladsen i 13 lande.

## Discografi

### Studiealbums
| Titel                               | Detaljer                                                                        | Højeste hitlisterplacering | Højeste hitlisterplacering | Højeste hitlisterplacering | Højeste hitlisterplacering | Højeste hitlisterplacering | Højeste hitlisterplacering | Højeste hitlisterplacering | Højeste hitlisterplacering | Højeste hitlisterplacering | Højeste hitlisterplacering | Højeste hitlisterplacering | Certificeringer                                                                          |
| Titel                               | Detaljer                                                                        | GER                        | AUS                        | AUT                        | FIN                        | FRA                        | NL                         | NOR                        | SWE                        | SWI                        | UK                         | US                         | Certificeringer                                                                          |
| ----------------------------------- | ------------------------------------------------------------------------------- | -------------------------- | -------------------------- | -------------------------- | -------------------------- | -------------------------- | -------------------------- | -------------------------- | -------------------------- | -------------------------- | -------------------------- | -------------------------- | ---------------------------------------------------------------------------------------- |
| Haddaway                            | - Udgivet: 23 November 1993 - Pladeselskab: Arista - Format: LP, CD, cassette   | 5                          | 73                         | 12                         | —                          | 17                         | 16                         | 5                          | 3                          | 2                          | 9                          | 111                        | - GER: Platin - AUT: Gold - FIN: Guld - FRA: Guld - SWE: Guld - SWI: Platinum - UK: Guld |
| The Drive                           | - Udgivet: 26 June 1995 - Pladeselskab: Coconut - Format: LP, CD, cassette      | 32                         | —                          | 27                         | 18                         | —                          | 54                         | —                          | —                          | 10                         | —                          | —                          |                                                                                          |
| Let's Do It Now                     | - Udgivet: 28 December 1998 - Pladeselskab: Coconut - Format: CD                | —                          | —                          | —                          | —                          | —                          | —                          | —                          | —                          | —                          | —                          | —                          |                                                                                          |
| My Face (genudgivet som Love Makes) | - Udgivet: 3 September 2001 / 2 July 2002 - Pladeselskab: Terzetto - Format: CD | —                          | —                          | —                          | —                          | —                          | —                          | —                          | —                          | —                          | —                          | —                          |                                                                                          |
| Pop Splits                          | - Udgivet: 18 July 2005 - Pladeselskab: Coconut - Format: CD, digital download  | —                          | —                          | —                          | —                          | —                          | —                          | —                          | —                          | —                          | —                          | —                          |                                                                                          |

### Opsamlingsalbum
| Titel                           | Detaljer                                                                                   |
| ------------------------------- | ------------------------------------------------------------------------------------------ |
| All the Best: His Greatest Hits | - Udgivet: 10 April, 1999 - Pladeselskab: BMG - Format: CD, kassettebånd                   |
| Best of Haddaway: What Is Love  | - Udgivet: 5 January 2004 - Pladeselskab: BMG Special Products - Format: CD, musikdownload |

### Singler
| År                                       | Single                             | Højeste hitlisteplacering | Højeste hitlisteplacering | Højeste hitlisteplacering | Højeste hitlisteplacering | Højeste hitlisteplacering | Højeste hitlisteplacering | Højeste hitlisteplacering | Højeste hitlisteplacering | Højeste hitlisteplacering | Højeste hitlisteplacering | Certificering                                                                  | Album                |
| År                                       | Single                             | GER                       | AUS                       | AUT                       | FRA                       | IRE                       | NL                        | SWE                       | SWI                       | UK                        | US                        | Certificering                                                                  | Album                |
| ---------------------------------------- | ---------------------------------- | ------------------------- | ------------------------- | ------------------------- | ------------------------- | ------------------------- | ------------------------- | ------------------------- | ------------------------- | ------------------------- | ------------------------- | ------------------------------------------------------------------------------ | -------------------- |
| 1993                                     | "What Is Love"                     | 2                         | 12                        | 1                         | 1                         | 1                         | 1                         | 2                         | 1                         | 2                         | 11                        | - GER: 3× Guld - AUS: Guld - AUT: Platin - SWE: Guld - UK: Platinum - US: Guld | The Album / Haddaway |
| 1993                                     | "Life"                             | 2                         | 34                        | 2                         | 5                         | 3                         | 3                         | 1                         | 2                         | 6                         | 41                        | - GER: Platin - AUT: Guld - SWE: Guld                                          | The Album / Haddaway |
| 1993                                     | "I Miss You"                       | 18                        | 44                        | 11                        | 16                        | 13                        | 21                        | 36                        | 17                        | 9                         | —                         |                                                                                | The Album / Haddaway |
| 1994                                     | "Rock My Heart"                    | 10                        | 83                        | 12                        | 11                        | 9                         | 12                        | 17                        | 10                        | 9                         | —                         |                                                                                | The Album / Haddaway |
| 1994                                     | "Stir It Up"                       | —                         | —                         | —                         | —                         | —                         | —                         | —                         | —                         | —                         | —                         |                                                                                | The Album / Haddaway |
| 1995                                     | "Fly Away"                         | 25                        | —                         | 16                        | 23                        | 28                        | 9                         | 14                        | 9                         | 20                        | —                         |                                                                                | The Drive            |
| 1995                                     | "Catch a Fire"                     | 38                        | —                         | 30                        | —                         | —                         | 17                        | —                         | 20                        | 39                        | —                         |                                                                                | The Drive            |
| 1995                                     | "Lover Be Thy Name"                | 65                        | —                         | —                         | —                         | —                         | —                         | —                         | —                         | —                         | —                         |                                                                                | The Drive            |
| 1997                                     | "What About Me"                    | —                         | —                         | 24                        | —                         | —                         | —                         | —                         | —                         | —                         | —                         |                                                                                | Let's Do It Now      |
| 2000                                     | "Who Do You Love"                  | 93                        | —                         | —                         | —                         | —                         | —                         | —                         | —                         | —                         | —                         |                                                                                | Let's Do It Now      |
| 2000                                     | "You're Taking My Heart"           | —                         | —                         | —                         | —                         | —                         | —                         | —                         | —                         | —                         | —                         |                                                                                | Let's Do It Now      |
| 2001                                     | "Deep"                             | —                         | —                         | —                         | —                         | —                         | —                         | —                         | —                         | —                         | —                         |                                                                                | My Face / Love Makes |
| 2002                                     | "Love Makes"                       | 81                        | —                         | —                         | —                         | —                         | —                         | —                         | —                         | —                         | —                         |                                                                                | My Face / Love Makes |
| 2003                                     | "What Is Love Reloaded"            | 51                        | —                         | 49                        | —                         | —                         | 100                       | —                         | —                         | 92                        | —                         |                                                                                | N/A                  |
| 2005                                     | "Spaceman"                         | 67                        | —                         | —                         | —                         | —                         | —                         | —                         | —                         | —                         | —                         |                                                                                | Pop Splits           |
| 2007                                     | "Follow Me"                        | —                         | —                         | —                         | —                         | —                         | —                         | —                         | —                         | —                         | —                         |                                                                                | N/A                  |
| 2008                                     | "I Love the 90's" (med Dr. Alban)  | —                         | —                         | —                         | —                         | —                         | —                         | —                         | —                         | —                         | —                         |                                                                                | N/A                  |
| 2009                                     | "What Is Love 2k9" (med Klaas)     | 60                        | —                         | 37                        | 5                         | —                         | —                         | 49                        | —                         | —                         | —                         |                                                                                | N/A                  |
| 2010                                     | "You Gave Me Love"                 | —                         | —                         | —                         | —                         | —                         | —                         | —                         | —                         | —                         | —                         |                                                                                | N/A                  |
| 2012                                     | "Up and Up" (med The Mad Stuntman) | —                         | —                         | —                         | —                         | —                         | —                         | —                         | —                         | —                         | —                         |                                                                                | N/A                  |
| 2020                                     | "I Wanna Be for You"               | —                         | —                         | —                         | —                         | —                         | —                         | —                         | —                         | —                         | —                         |                                                                                | N/A                  |
| 2021                                     | "And Now"                          | —                         | —                         | —                         | —                         | —                         | —                         | —                         | —                         | —                         | —                         |                                                                                | Day After Day        |
| 2022                                     | "Chances"                          | —                         | —                         | —                         | —                         | —                         | —                         | —                         | —                         | —                         | —                         |                                                                                |                      |
| 2022                                     | "Thing Called Love" (med Wolfram)  | —                         | —                         | —                         | —                         | —                         | —                         | —                         | —                         | —                         | —                         |                                                                                |                      |
| 2024                                     | "Lift Your Head Up"                | —                         | —                         | —                         | —                         | —                         | —                         | —                         | —                         | —                         | —                         |                                                                                | Skabelon:Tba         |
| "—" denotes releases that did not chart. |                                    |                           |                           |                           |                           |                           |                           |                           |                           |                           |                           |                                                                                |                      |

1. ↑  "Up and Up" reached #20 on Billboard's Hot Dance Club Songs chart.[29]